# جون تي فلين
جون تي فلين (بالإنجليزية: John T. Flynn)‏ هو ناشط سلام وصحفي أمريكي، ولد في 25 أكتوبر 1882 في بلادينسبورغ في الولايات المتحدة، وتوفي في 13 أبريل 1964.

## وصلات خارجية
- جون تي فلين على موقع إن إن دي بي (الإنجليزية)